# Westerham (Kent)
Westerham ist eine Stadt (Town) und eine Gemeinde (Civil Parish) im zur Grafschaft Kent gehörenden Sevenoaks District in England.
Der Ort in den North Downs liegt am früheren Pilgerweg Pilgrims’ Way zum Grab des Heiligen Thomas von Canterbury. Drei Kilometer südlich befindet sich Chartwell Mansion, der Landsitz Winston Churchills.
Verkehrlich ist Westerham an die Autobahn M25 angeschlossen, die nördlich der Stadt verläuft. Mitten durch die Stadt verläuft die A25 road.

## Persönlichkeiten
- Patrick Bowes-Lyon (1863–1946), Tennisspieler
- Ion Calvocoressi (1919–2007), Offizier und Börsenmakler
- Penelope Farmer (* 1939), Autorin
- John Frith (1503–1533), Märtyrer
- Martin Lings (1909–2005), Religionsphilosoph
- James Wolfe (1727–1759), General